# Bettrather Straße 61 (Mönchengladbach)

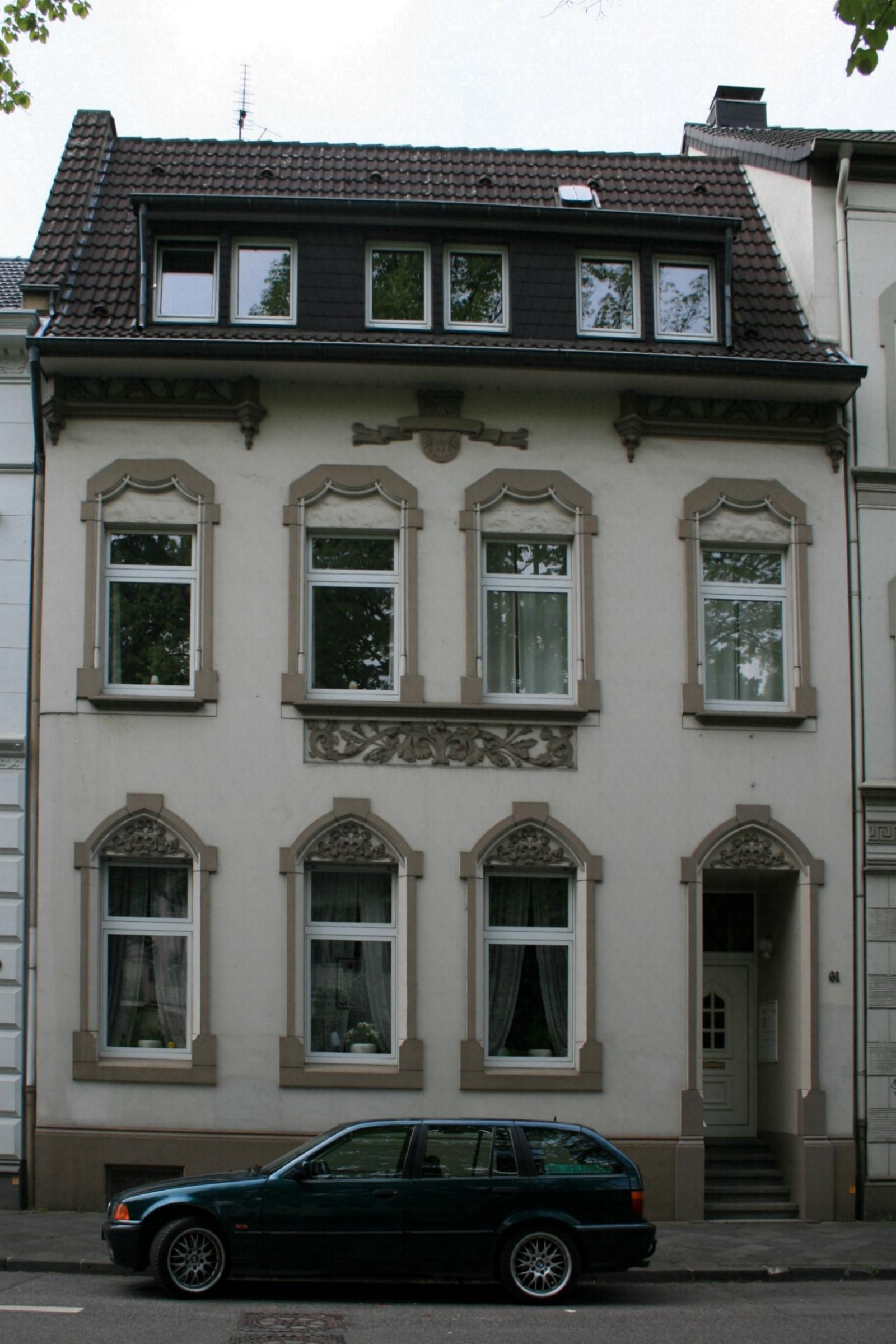
Wohnhaus (2010)

Das Wohnhaus Bettrather Straße 61 befindet sich in Mönchengladbach (Nordrhein-Westfalen).
Das Gebäude wurde 1902/03 erbaut. Es ist unter Nr. B 145 am 28. März 1995 in die Denkmalliste der Stadt Mönchengladbach eingetragen worden.

## Architektur
In unmittelbarer Nähe des Bunten Gartens steht das zweigeschossige Vierachsenhaus mit ausgebautem Dachgeschoss. Die gesamte Fassadenfläche ist gleich glatt verputzt; gröber strukturiert ist nur der Kellersockel. Fensterdisposition in schwach rhythmisierter Reihung bei gleichförmig hochrechteckigen Fensterformaten. Alle Fenster mit flach aufgelegter Stuckornamentik akzentuiert. Im Erdgeschoss – einschließlich des rechts angeordneten Hauseingangs – übergiebelte Ohrenrahmung; im Obergeschoss mit Vorhangbogen abschließend.
Die beiden mittleren Fenster sind durch ein vegetabilisch ausgebildetes Ornamentikband und durchlaufender Sohlbank zusammengefasst. Mittig darüber ein weiteres Dekormotiv in Form eines Wappens mit aufliegendem Spruchband. Gotisierende Stilelemente (fialenbegrenztes Friesband) als Betonung der beiden Außenachsen. Die Fläche des Satteldaches durchbricht eine überdimensionierte, dreiteilige Schleppgaube.